# Vélieux
Vélieux is een gemeente in het Franse departement Hérault (regio Occitanie) en telt 59 inwoners (2009). De plaats maakt deel uit van het arrondissement Béziers.

## Geografie
De oppervlakte van Vélieux bedraagt 11,3 km², de bevolkingsdichtheid is dus 5,2 inwoners per km².
De onderstaande kaart toont de ligging van Vélieux met de belangrijkste infrastructuur en aangrenzende gemeenten.

## Demografie
Onderstaande figuur toont het verloop van het inwonertal (bron: INSEE-tellingen).